# General Dynamics F-111
O General Dynamics F-111 é um caça-bombardeiro de asa de geometria variável feito e fabricado pela empresa americana General Dynamics. Seu primeiro voo ocorreu em 1964 e foi lançado em 1967, sendo uma aeronave rápida, com um Mach 2.5 que é equivalente a 1.650 mph ou 3.100 km/h.
Com 22 metros de comprimento e 5,1 m de altura, utiliza dois motores para propulsão e tem autonomia de voo de até 4.780 km. Sua capacidade para transportar armas tem como limite máximo de até 24 armas convencionais ou nucleares.
Foi batizado popularmente na austrália como Aardvark (porco-formigueiro), pela capacidade de caçar seus alvos à noite e voar baixo, próximos à vegetação, graças ao seu sistema de radares.

## Desativação

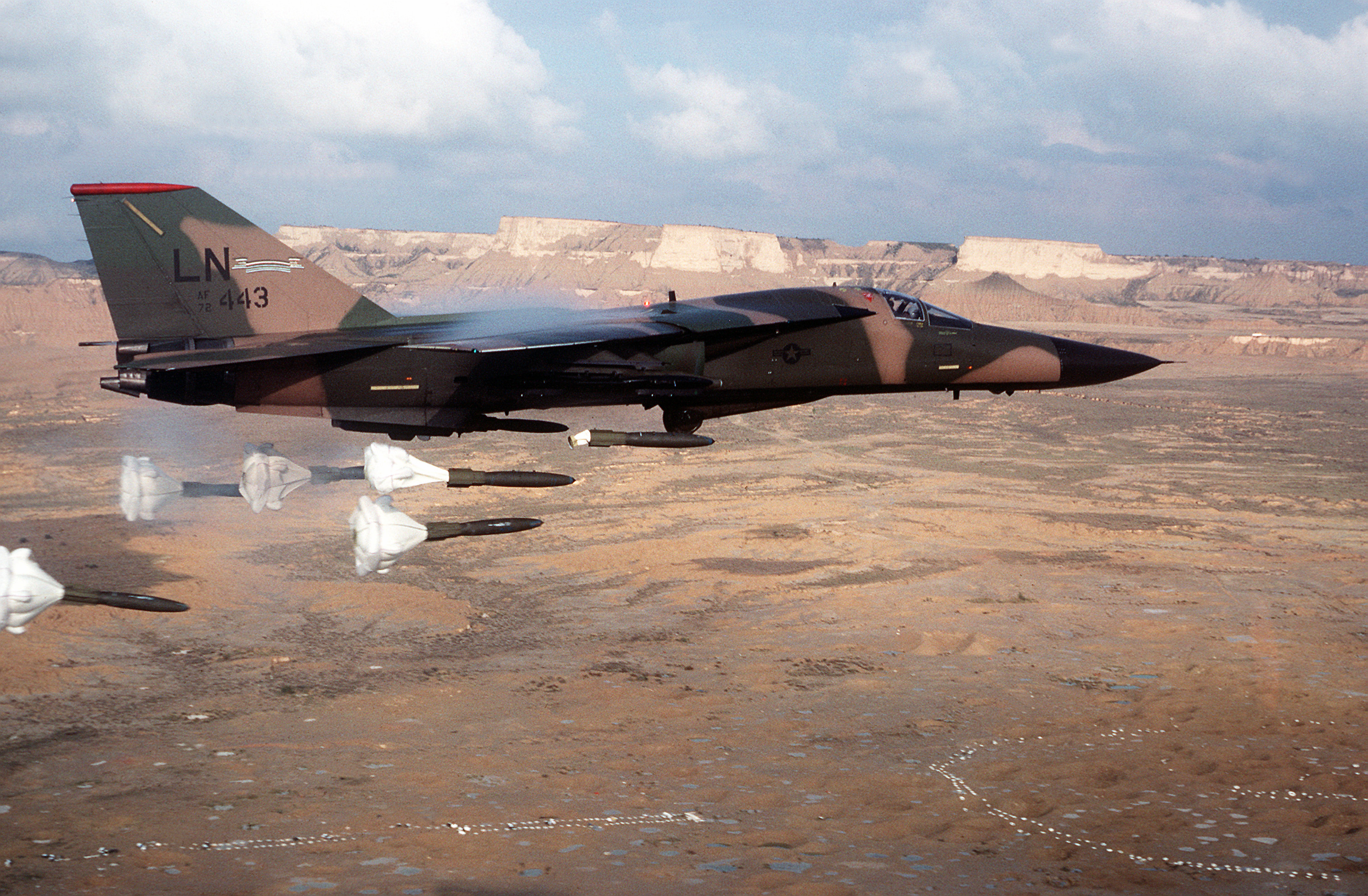
Um F-111 lançando suas bombas.

Ele foi utilizado pela força aérea dos Estados Unidos da América e da Austrália. A USAF aposentou o caça-bombardeiro em 1998.
Das aeronaves da Royal Australian Air Force (RAAF), 23 unidades que completaram seu ciclo de vida útil em 2011, foram enterradas num aterro sanitário no estado de Queensland. Os caças não foram vendidos ou reciclados para diminuírem os riscos de um acidente e por conter amianto (ou asbesto), um produto cuja exposição relacionam-se diversas doenças, como câncer de pulmão e a asbestose, causada pela aspiração do pó deste mineral. A Royal Australian Air Force teve 43 unidades do F-111 e deste total, 8 se acidentaram, 23 foram enterradas e somente seis unidades permaneceram na RAAF, mas fora de uso. As seis restante, foram doadas para museus civis, incluindo uma que está no Museu da Aviação de Pearl Harbor.